# Homotopiegruppe
In der Mathematik, genauer in der algebraischen Topologie, sind die Homotopiegruppen ein Werkzeug, um topologische Räume zu klassifizieren. Die stetigen Abbildungen einer n-dimensionalen Sphäre in einen gegebenen Raum werden zu Äquivalenzklassen, den sogenannten Homotopieklassen, zusammengefasst. Dabei heißen zwei Abbildungen homotop, wenn sie stetig ineinander überführt werden können. Diese Homotopieklassen bilden eine Gruppe, die n-te Homotopiegruppe des Raumes genannt wird.
Anschaulich kann die Homotopiegruppe {\displaystyle \pi _{n}(X,x_{0})} als Maß dafür verstanden werden, auf wie viele wesentlich unterschiedliche Arten die {\displaystyle S^{n}} in den Raum {\displaystyle X} abgebildet werden kann.
Die erste Homotopiegruppe heißt auch Fundamentalgruppe.
Homotopieäquivalente topologische Räume haben isomorphe Homotopiegruppen. Haben zwei Räume verschiedene Homotopiegruppen, so können sie nicht homotopieäquivalent sein, somit auch nicht homöomorph. Für CW-Komplexe gilt nach einem Satz von Whitehead auch eine partielle Umkehrung.

## Definition
In der Sphäre {\displaystyle S^{n}} wählen wir einen Punkt {\displaystyle a}, den wir Basispunkt nennen. Sei {\displaystyle X} ein topologischer Raum und {\displaystyle b\in X} ein Basispunkt. Wir definieren {\displaystyle \pi _{n}(X,b)} als die Menge der Homotopieklassen stetiger Abbildungen {\displaystyle f\colon (S^{n},a)\to (X,b)} (d. h. es ist {\displaystyle f(a)=b}). Genauer gesagt, werden die Äquivalenzklassen durch Homotopien definiert, die den Basispunkt festhalten. Äquivalent könnten wir {\displaystyle \pi _{n}(X,b)} als die Menge der Homotopieklassen relativ zu {\displaystyle \partial I^{n}} der stetigen Abbildungen {\displaystyle g\colon (I^{n},\partial I^{n})\to (X,b)} definieren, d. h. derjenigen stetigen Abbildungen vom n-dimensionalen Einheitswürfel nach {\displaystyle X}, die den Rand des Würfels in den Punkt {\displaystyle b} abbilden. Dies ist auf {\displaystyle I^{n}/\partial I^{n}\cong S^{n}} zurückzuführen.
Für {\displaystyle n\geq 1} kann man die Menge der Homotopieklassen mit einer Gruppenstruktur versehen. Die Konstruktion der Gruppenstruktur von {\displaystyle \pi _{n}(X,b)} ähnelt der im Falle {\displaystyle n=1}, also der Fundamentalgruppe. Die Idee der Konstruktion der Gruppenoperation in der Fundamentalgruppe ist das Hintereinanderdurchlaufen von Wegen, in der allgemeineren {\displaystyle n}-ten Homotopiegruppe gehen wir ähnlich vor, nur, dass wir nun {\displaystyle n}-Würfel entlang einer Seite zusammenkleben, d. h. wir definieren die Summe zweier Abbildungen {\displaystyle f,g\colon (I^{n},\partial I^{n})\to (X,b)} durch
{\displaystyle (f*g)(t)={\begin{cases}f(t_{1},\ldots ,t_{n-1},2t_{n})&t_{n}\leq {\frac {1}{2}}\\g(t_{1},\ldots ,t_{n-1},2t_{n}-1)&t_{n}\geq {\frac {1}{2}}\end{cases}}}
In der Darstellung durch Sphären ist die Summe zweier Homotopieklassen die Homotopieklasse derjenigen Abbildung, die man erhält, wenn man die Sphäre zunächst am Äquator entlang zusammenzieht und dann auf der oberen Sphäre f, auf der unteren g anwendet. Genauer: {\displaystyle f+g} ist die Komposition der 'Äquatorzusammenzurrung' {\displaystyle S^{n}\to S^{n}\vee S^{n}} (Einpunktvereinigung) und der Abbildung {\displaystyle f\vee g\colon S^{n}\vee S^{n}\to X}.
Ist {\displaystyle n\geq 2}, so ist {\displaystyle \pi _{n}(X,b)} eine abelsche Gruppe. Zum Beweis dieser Tatsache beachte man, dass zwei Homotopien ab Dimension zwei umeinander „gedreht“ werden können. Für {\displaystyle n=1} ist das nicht möglich, da der Rand von {\displaystyle I^{1}} nicht wegzusammenhängend ist.

## Beispiele

### Homotopiegruppen von Sphären
Für {\displaystyle 0<k<n} gilt {\displaystyle \pi _{k}(S^{n})=0}, für {\displaystyle k=n} folgt aus dem Satz von Hopf, dass
{\displaystyle \pi _{n}(S^{n})=\mathbb {Z} }
ist. Jean-Pierre Serre hat bewiesen, dass {\displaystyle \pi _{k}(S^{n})} für {\displaystyle k\not =n,2n-1} eine endliche Gruppe sein muss.

### Eilenberg-MacLane-Räume
Topologische Räume {\displaystyle X}, die {\displaystyle \pi _{k}(X)=0} für alle {\displaystyle k\not =0,n} erfüllen, heißen Eilenberg-MacLane-Räume {\displaystyle K(\pi ,n)} mit {\displaystyle \pi :=\pi _{n}(X)}.
Beispiele von {\displaystyle K(\pi ,1)}-Räumen sind geschlossene, orientierbare Flächen mit Ausnahme der {\displaystyle S^{2}}, geschlossene, orientierbare, prime 3-Mannigfaltigkeiten mit Ausnahme der {\displaystyle S^{2}\times S^{1}} und alle CAT(0)-Räume, darunter lokal-symmetrische Räume von nichtkompaktem Typ, insbesondere hyperbolische Mannigfaltigkeiten.

## Die lange exakte Sequenz einer Faserung
Ist {\displaystyle p\colon (E,e_{0})\to (B,b_{0})} eine Serre-Faserung mit Faser {\displaystyle F}, das
heißt eine stetige Abbildung, die die Homotopiehochhebungseigenschaft für CW-Komplexe besitzt, so existiert eine lange exakte Sequenz von Homotopiegruppen
{\displaystyle \ldots \to \pi _{n}(F)\to \pi _{n}(E)\to \pi _{n}(B)\to \pi _{n-1}(F)\to \ldots \to \pi _{0}(E)\to \pi _{0}(B)\to 0}
Die {\displaystyle \pi _{0}} betreffenden Abbildungen sind hier keine Gruppenhomomorphismen, da {\displaystyle \pi _{0}} nicht gruppenwertig ist, sie sind aber exakt in dem Sinne, dass das Bild dem Kern (die Komponente des Basispunktes ist das ausgezeichnete Element) gleicht.

### Beispiel: Die Hopf-Faserung
Die Basis {\displaystyle B} ist hier {\displaystyle S^{2}} und der Totalraum {\displaystyle E} ist {\displaystyle S^{3}}. Sei {\displaystyle p\colon S^{3}\to S^{2}} die Hopfabbildung, die die Faser {\displaystyle S^{1}} hat. Aus der langen exakten Sequenz
{\displaystyle \ldots \to \pi _{n}(S^{1})\to \pi _{n}(S^{3})\to \pi _{n}(S^{2})\to \pi _{n-1}(S^{1})\to \ldots }
und der Tatsache, dass {\displaystyle \pi _{n}(S^{1})=0} für {\displaystyle n\geq 2}, folgt, dass {\displaystyle \pi _{n}(S^{2})=\pi _{n}(S^{3})} für {\displaystyle n\geq 3} gilt. Insbesondere ist {\displaystyle \pi _{3}(S^{2})=\mathbb {Z} .}

## n-Äquivalenzen und schwache Äquivalenzen. Der Satz von Whitehead
Eine stetige Abbildung {\displaystyle f\colon X\to Y} heißt {\displaystyle n}-Äquivalenz, wenn die induzierte Abbildung {\displaystyle \pi _{k}(X)\to \pi _{k}(Y)} für {\displaystyle k<n} ein Isomorphismus und für {\displaystyle k=n} eine Surjektion ist. Ist die Abbildung für alle {\displaystyle k} ein Isomorphismus, so nennt man die Abbildung eine schwache Äquivalenz.
Ein Satz von J. H. C. Whitehead besagt, dass eine schwache Äquivalenz zwischen zusammenhängenden CW-Komplexen bereits eine Homotopieäquivalenz ist. Falls {\displaystyle X} und {\displaystyle Y} Dimension kleiner als {\displaystyle n} haben, so genügt bereits, dass {\displaystyle f} eine {\displaystyle n}-Äquivalenz ist.

## Homotopie und Homologie. Der Satz von Hurewicz
Für punktierte Räume {\displaystyle X} gibt es kanonische Homomorphismen von den Homotopiegruppen in die reduzierten Homologiegruppen
{\displaystyle h_{n}\colon \pi _{n}(X)\to {\tilde {H}}_{n}(X,\mathbb {Z} ),}
die Hurewicz-Homomorphismen (nach Witold Hurewicz) genannt werden. Ein Satz von Hurewicz besagt: Ist {\displaystyle X} ein {\displaystyle (n-1)}-zusammenhängender Raum, d. h. gilt {\displaystyle \pi _{k}(X)=0} für {\displaystyle k<n}, dann ist der Hurewicz-Homomorphismus {\displaystyle h_{n}} im Fall {\displaystyle n=1} die Abelisierung und für {\displaystyle n>1} ein Isomorphismus.

## Relative Homotopiegruppen
Man kann auch relative Homotopiegruppen {\displaystyle \pi _{n}(X,A,a)} für Raumpaare {\displaystyle (X,A)} definieren, ihre Elemente sind Homotopieklassen von Abbildungen {\displaystyle (B^{n},S^{n-1},b)\to (X,A,a)}, zwei solche Abbildungen {\displaystyle f} und {\displaystyle g} heißen dabei homotop, wenn es eine Homotopie {\displaystyle F\colon (B^{n}\times I,S^{n-1}\times I,b\times I)\to (X,A,a)} gibt. Man erhält die absoluten Homotopiegruppen im Spezialfall {\displaystyle A=\{a\}}.
Für jedes Raumpaar gibt es eine lange exakte Sequenz
{\displaystyle \ldots \to \pi _{n+1}(X,A)\to \pi _{n}(A)\to \pi _{n}(X)\to \pi _{n}(X,A)\to \ldots \to \pi _{0}(X)}